# Hubert von Luschka

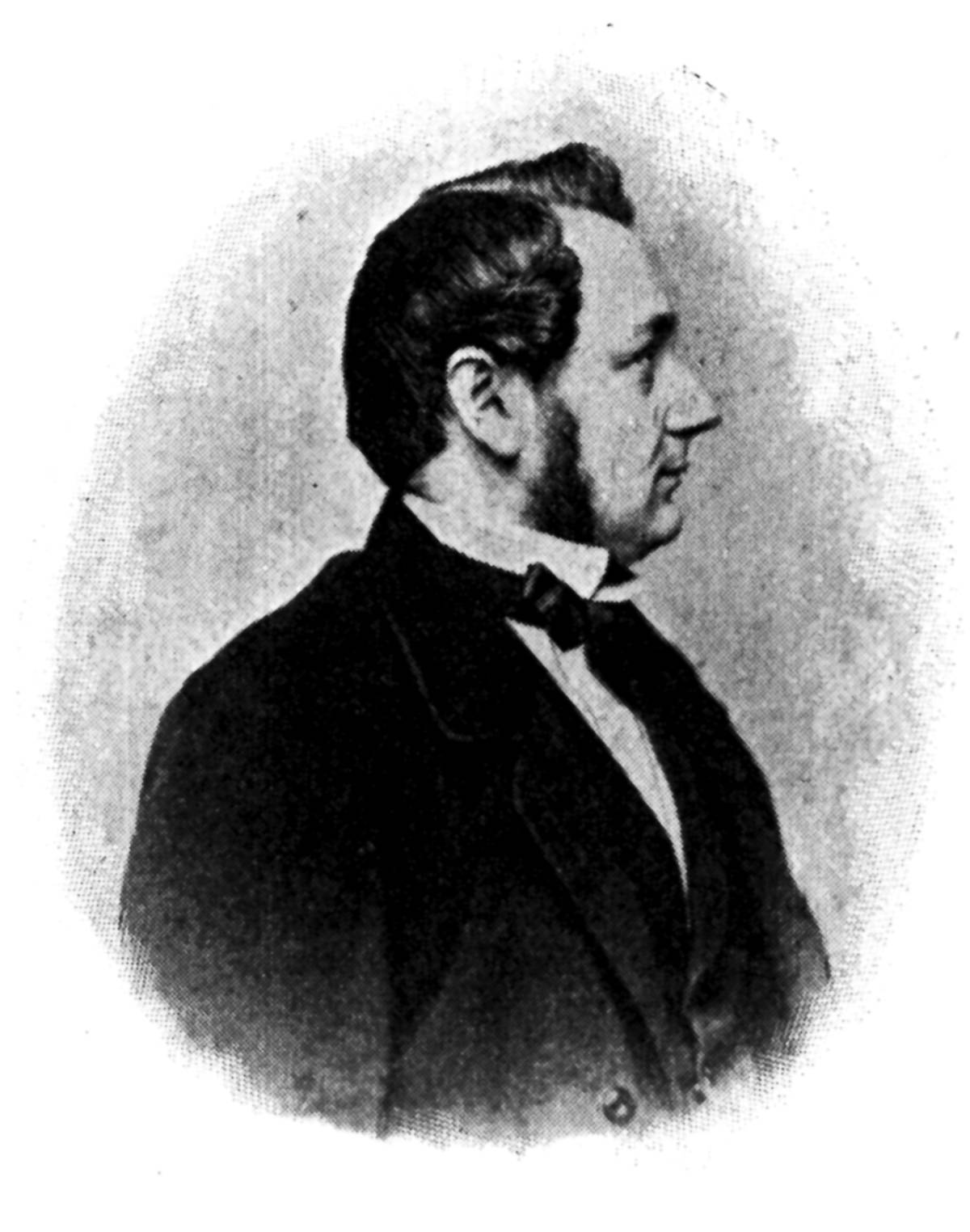
Hubert Luschka

Hubert von Luschka (ur. 27 lipca 1820 w Konstancji, zm. 1 maja 1875 w Tybindze) – niemiecki anatom. Jego nazwisko w medycynie upamiętniają eponimy otworów Luschki, krypt Luschki, stawów Luschki i przewodów Luschki.
Hubert von Luschka początkowo miał zamiar zostać farmaceutą, ale w 1841 rozpoczął studia medyczne na Uniwersytecie we Fryburgu. Między 1843 a 1844 studiował na Uniwersytecie w Heidelbergu. W 1845 we Fryburgu otrzymał tytuł doktora medycyny, a wcześniej, w 1844 zdał egzaminy państwowe w Karlsruhe.
Przez pewien czas był asystentem Georga Friedricha Ludwiga Stromeyera. Odbył podróże naukowe do Paryża, Wiednia, i północnych Włoch. W 1849 został zaproszony do Tybingi, gdzie został profesorem nienadzwyczajnym, a po przejściu na emeryturę Friedricha Arnolda, został ordynatorem i dyrektorem tamtejszego Instytutu Anatomicznego. Na stanowisku pozostał do śmierci w 1875.

## Prace
- Entwicklungsgeschichte der Formbestandtheile des Eiters und der Granulationen. Dissertation Freiburg, 1845.
- Die Nerven in der harten Hirnhaut. Tübingen, 1850.
- Die Nerven des menschlichen Wirbelcanals. Tübingen, 1850.
- Die Structur der serösen Häute des Menschen. Tübingen, 1851.
- Der Nervus phrenicus des Menschen. Tübingen, 1853.
- Die Adergeflechte des menschlichen Gehirns. Berlin: Reimer, 1855.
- Die Brustorgane des Menschen in ihrer Lage. Tübingen, 1857.
- Die Halbgelenke des menschlichen Körpers. Berlin, 1858.
- Der Herzbeutel und die Fascia endothoracica. Denkschriften der kaiserlichen Akademie der Wissenschaften in Wien, 1859.
- Die Blutgefässe der Klappen des menschlichen Herzens. Denkschriften der kaiserlichen Akademie der Wissenschaften in Wien, 1859.
- Der Hirnanhang und die Steissdrüse des menschlichen Herzens. Berlin, 1860.
- Die Muskulatur am Boden des weiblichen Beckens. Denkschriften der kaiserlichen Akademie der Wissenschaften in Wien, 1861.
- Ueber polypöse Vegetationen der gesammten Dickdarmschleimhaut. Virchows Archiv für pathologische Anatomie und Physiologie und für klinische Medizin, Berlin, 1861, 20: 133-142.
- Die Anatomie des Menschen in Rücksicht auf die Bedürfnisse der praktischen Heilkunde bearbeitet. 3 Bde., Tübingen, 1862–1867.
- Die Anatomie des menschlichen Bauches/Die Anatomie des menschlichen Beckens. Laupp, Tübingen 1863–1864.
- Die Anatomie des menschlichen Halses/Die Anatomie der Brust des Menschen. Laupp, Tübingen 1862–1863.
- Die Venen des menschlichen Halses. Denkschriften der kaiserlichen Akademie der Wissenschaften in Wien, 1862.
- Der Schlundkopf des Menschen. Denkschriften der kaiserlichen Akademie der Wissenschaften in Wien, 1868.
- Die Lage der Bauchorgane des Menschen. 1873.
- Der Kehlkopf des Menschen. Tübingen: Laupp, 1871.